# Outriders
Outriders — шутер от третьего лица с элементами ролевой игры, разработанный студией People Can Fly и изданный Square Enix. Выход игры на Microsoft Windows, PlayStation 4, PlayStation 5, Xbox One и Xbox Series X/S состоялся 1 апреля 2021 года. Игра также будет выпущена на облачном сервисе Google Stadia позже в 2021 году.

## Игровой процесс
Outriders является шутером от третьего лица с элементами ролевой игры. В начале прохождения игроки создают своего персонажа и выбирают один из четырёх классов, каждый из которых обладает уникальными способностями: ловкач (англ. Trickster), способный управлять ходом времени, пиротехник (англ. Pyromancer), способный управлять огнём, опустошитель (англ. Devastator), способный осуществить сейсмическую атаку, и техник (англ. Technomancer). Данные способности обладают непродолжительным временем отката и могут быть скомбинированы с другими способностями для достижения максимального эффекта. В игре присутствует дерево умений, позволяющее игрокам разблокировать и улучшать свои способности.
Игроки могут использовать различные виды вооружения, такие как ружья и автоматы, для убийства врагов, причём огнестрельное оружие может быть адаптировано с помощью оружейных модификаций. Игроки могут прятаться за укрытиями, защищающими их от атак противника, а очки здоровья восстанавливаются только в том случае, если игроку удаётся повредить или убить противников. Игроки сражаются как с монстрами, так и с противниками-людьми. По мере прогресса игрока, уровень мира (эквивалент уровня сложности) будет увеличиваться. Если уровень мира высок, увеличивается шанс получить ценные трофеи с убитых врагов.
В игре присутствуют различные элементы ролевых игр. По мере исследования мира, игроки смогут обнаруживать различные узловые зоны, разговаривать с неигровыми персонажами и выполнять побочные задания. Во время катсцен игроки смогут повлиять на результат некоторых диалогов с помощью дерева диалогов, однако это не влияет на развитие сюжета. Игра может быть пройдена как в одиночку, так и в кооперативном режиме с ещё двумя людьми.

## Завязка
Попытки человечества колонизировать чужую планету, Энох, не увенчались успехом, поскольку экспедиционная команда столкнулась с мощным энергетическим штормом, известным как «Аномалия», во время поиска таинственного сигнала, который мог указывать на будущее человечества. Шторм дал обитателям Эноха и колонистам суперсилы.

## Разработка
Польская студия People Can Fly начала разработку Outriders в 2015 году. Square Enix согласилась выступить издателем игры и рекомендовала команде расширить своё видение. Для разработки игры People Can Fly расширила студию с 40 работников до более 200. После обнародования геймплея, критики сравнивали Outriders с другими сервисными играми, такими как Destiny и Tom Clancy’s The Division, хотя People Can Fly утверждали, что Outriders не является сервисной игрой, и игроки могут её «начать и закончить». Игра разрабатывалась с прицелом на кооперативный режим, а команда поставила большой акцент на сюжете игры, который ведущий сценарист Джошуа Рубин сравнивал с «Апокалипсисом сегодня» и «Сердцем тьмы». Повествование ведётся в намного более серьёзном тоне, чем Bulletstorm, поскольку студия хотела доказать, что они могут писать и взрослые истории.
16 мая 2018 года Square Enix объявили, что они выступят издателем для следующей игры People Can Fly. На Electronic Entertainment Expo 2019 было объявлено о том, что игра выйдет на облачном сервисе Stadia, Microsoft Windows, PlayStation 4, PlayStation 5, Xbox One и Xbox Series X 2 февраля 2021 года — на эту дату выпуск игры был перенесён с конца 2020 года из-за влияния пандемии COVID-19 на производственный процесс. В дальнейшем игра была перенесена на 1 апреля 2021 года.

## Отзывы
| Сводный рейтинг       | Сводный рейтинг                                 |
| Агрегатор             | Оценка                                          |
| --------------------- | ----------------------------------------------- |
| Metacritic            | PC: 73/100 PS4: 72/100 PS5: 74/100 XSXS: 73/100 |
| Иноязычные издания    |                                                 |
| Издание               | Оценка                                          |
| Destructoid           | 7/10                                            |
| Edge                  | 7/10                                            |
| EGM                   | [ 22 ]                                          |
| GameRevolution        | 7,5/10                                          |
| GameSpot              | 8/10                                            |
| GamesRadar+           | [ 25 ]                                          |
| Hardcore Gamer        | 4/5                                             |
| IGN                   | 7/10                                            |
| Русскоязычные издания |                                                 |
| Издание               | Оценка                                          |
| 3DNews                | 8/10                                            |
| GoHa.Ru               | 6/10                                            |
| PlayGround.ru         | 8/10                                            |
| StopGame.ru           | Проходняк                                       |
| «Игромания»           | [ 32 ]                                          |
| «Игры Mail.ru»        | 7,5/10                                          |
| «Канобу»              | 8/10                                            |
| «НИМ»                 | 8/10                                            |

На агрегаторe рецензий Metacritic Outriders получила смешанные оценки игровых ресурсов, за исключением версии для PC, которая была оценена преимущественно положительными отзывами. Критики похвалили проект за геймплейную составляющую, а также за продуманный мир и саундтрек. Среди недостатков рецензенты отметили большое количество ошибок, а также плохую оптимизацию игры и слабую сюжетную линию.